# Gregor Kobel
Gregor Kobel (nascut el 6 de desembre de 1997) és un futbolista professional suís que juga com a porter del club de la Bundesliga Borussia Dortmund i a la selecció de Suïssa.

## Carrera de club

### TSG Hoffenheim
Kobel va fer el seu debut com a professional amb el TSG Hoffenheim el 12 d'agost de 2018, començant com a titular a la primera ronda de la DFB-Pokal 2017-18 contra el Rot-Weiß Erfurt de la 3. Lliga. ElHoffenheim va guanyar el partit fora de casa per 1-0.

### VfB Stuttgart
Per a la temporada 2019-20, Kobel va ser cedit al VfB Stuttgart. El 28 de juliol de 2020, Kobel es va traslladar definitivament al VfB Stuttgart i va signar un contracte fins al juny de 2024.

### Borussia Dortmund
El 31 de maig de 2021, Kobel va signar un contracte de cinc anys amb el Borussia Dortmund abans de la temporada 2021-22 . La quota de traspàs pagada al VfB Stuttgart va ser de 15 milions d'euros.
El 5 d'octubre de 2023, Kobel va signar un nou contracte de llarga durada amb el Borussia Dortmund vàlid fins al juny de 2028.

## Carrera internacional
Kobel va ser internacional juvenil amb Suïssa. Va ser convocat amb l'equip sènior per primera vegada el 2020.
El 2021, va ser convocat a la selecció nacional per a la UEFA Euro 2020, on l'equip va derrotar els favorits França de camí als quarts de final, on finalment es van perdre contra Espanya.
Finalment va debutar amb la selecció l'1 de setembre de 2021 en un amistós contra Grècia, amb una victòria a casa per 2-1.

## Palmarès
Individual
- Equip de la temporada de la Bundesliga: 2022–23,[14] 2023–24[15]
- Equip de la temporada de la VDV Bundesliga: 2022–23,[16] 2023–24[17]